# Austin Butler
Pour les articles homonymes, voir Butler.
Austin Butler, né le 17 août 1991 à Anaheim (Californie), est un acteur, chanteur et mannequin américain.
Après plusieurs seconds rôles à la télévision, il se fait connaître pour un rôle secondaire dans le drame Once Upon a Time… in Hollywood de Quentin Tarantino en 2019. Présenté au Festival de Cannes, le film est un succès critique et commercial.
En 2022, son interprétation du chanteur Elvis Presley dans le biopic Elvis de Baz Luhrmann lui vaut le Golden Globe et le BAFTA du meilleur acteur, ainsi qu'une nomination à l'Oscar du meilleur acteur.

## Biographie

### Enfance et formation
Né à Anaheim en Californie le 17 août 1991, il est le fils cadet de Lori Anne Howell (6 mai 1964 - 14 septembre 2014) et David R. Butler. Il a une sœur aînée, Ashley (née le 15 décembre 1986).
À l'âge de 13 ans, il se fait remarquer par un représentant d'une société de gestion de fonds d'actions à la foire du comté d'Orange, qui l'aida à se lancer dans cette industrie,. Par la suite, il prend des cours de comédie.

### Début comme acteur de séries-B (années 2000)
En 2005, Austin Butler a lancé sa carrière en apparaissant dans de nombreuses séries télévisées connues. Il a eu son premier « vrai » rôle pendant deux saisons dans la série Ned ou Comment survivre aux études. Son amie dans la série, Lindsey Shaw, le présente à son manager, Pat Cutler, qui décide de le lancer.

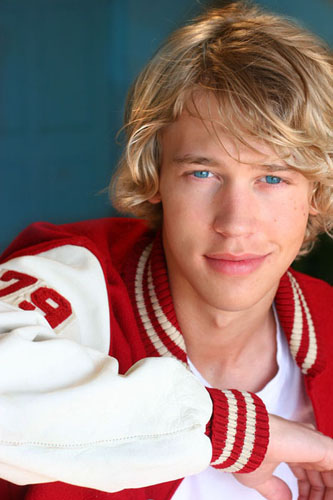
Austin Butler en 2008.

Deux ans plus tard, en 2007, après être apparu dans plusieurs publicités, il obtient son premier rôle dans le court métrage The Faithful. En mai 2007, il joue le rôle de Derek Hanson dans un épisode de la sitcom de Disney Channel Hannah Montana puis, en septembre de cette même année, il joue dans un épisode de la série iCarly.
En février 2008, il obtient le rôle de James Garrett, le petit ami du personnage de Jamie Lynn Spears dans la série de cette dernière Zoé. En mars 2008, il apparaît dans un épisode de la série Jimmy délire.
En juillet 2009, il joue au cinéma dans le film familial d'aventure Les Zintrus de 20th Century Fox aux côtés d'Ashley Tisdale, Carter Jenkins, Robert Hoffman, Kevin Nealon et Doris Roberts. Durant cet été, il apparaît également dans la mini-série Ruby and The Rockits sur ABC Family.
En 2010, il joue dans Life Unexpected, Les Sorciers de Waverly Place, Jonas L. A., Les Experts : Miami et The Defenders. Au printemps 2010, l'actrice et ancienne partenaire dans Les Zintrus, Ashley Tisdale, l'invite à auditionner pour le Disney Channel Original Movies, La Fabulous Aventure de Sharpay. Il obtient le second rôle principal, Peyton Leverette, un étudiant et réalisateur qui devient le meilleur ami de Sharpay Evans lorsque cette dernière débarque à Broadway afin de lancer sa carrière.
En 2013, il fait une apparition dans la série Switched.
En mars 2012, il obtient le rôle de Sebastian Kydd dans la série dérivée de Sex and the City, The Carrie Diaries. L'épisode pilote de la série est diffusé le 14 janvier 2013 sur la chaîne CW. La série se termine après deux saisons de 26 épisodes.
En 2014, il joue le rôle de Chase, le nouveau DJ du Verdant dans la troisième saison de Arrow (lancée sur CW depuis le 8 octobre 2014).
En 2015, il tient le rôle de Wil Ohmsford dans la série Les Chroniques de Shannara, diffusée sur MTV US à partir du 5 janvier 2016. La première et la deuxième saison comptent dix épisodes chacune.

### Ascension (depuis 2019)

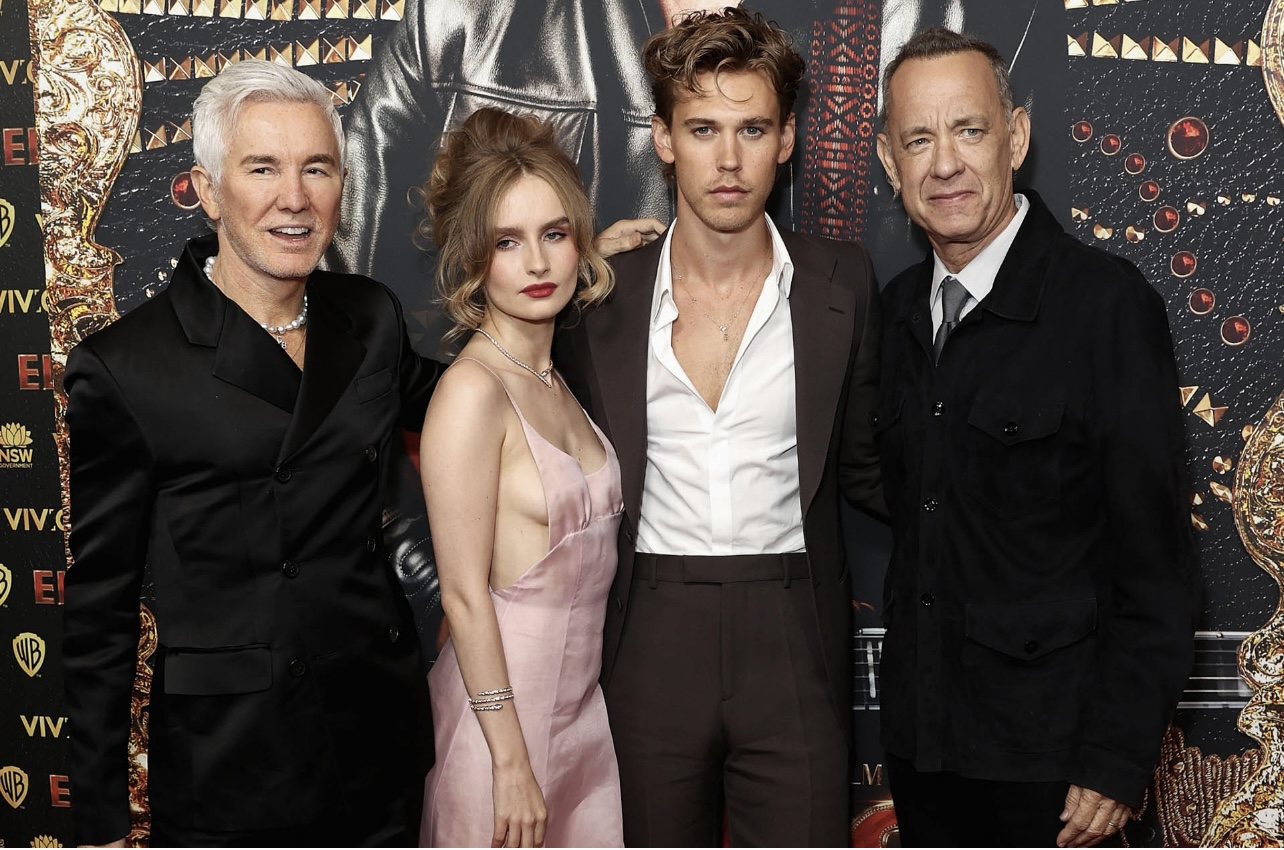
L'acteur entouré du réalisateur Baz Luhrmann, d'Olivia DeJonge et de Tom Hanks lors de la présentation du film à Cannes en 2022.

À la fin de la décennie 2010, le réalisateur américain Quentin Tarantino offre à Butler un second rôle dans son drame Once Upon a Time… in Hollywood qui retrace la carrière en déclin d'un ancien acteur de télévision et de sa doublure cascade durant les années 1960. Il donne ainsi la réplique à plusieurs gros noms du cinéma de l'époque : Brad Pitt, Leonardo DiCaprio et l'actrice Margot Robbie qui en sont les têtes d'affiche. Dans ce film, il incarne un jeune hippie fougueux qui sera à l'origine de la tentative de meurtre de Sharon Tate. Puis il complète la distribution du thriller indépendant The Dead Don't Die, composée de Bill Murray, Adam Driver, Tilda Swinton.
Il est choisi par le réalisateur australien Baz Luhrmann pour incarner le chanteur Elvis Presley dans le biopic Elvis ; le tournage étant repoussé à cause de la pandémie de Covid-19, l'acteur travaille pendant trois ans en s'appuyant sur les principes de la méthode Actors Studio. Le film est présenté hors compétition au 75e Festival de Cannes, où il reçoit un bon accueil, en présence de la veuve du chanteur, Priscilla Presley, de leur fille Lisa-Marie. Sorti à l'été 2022, le film amasse 288,7 millions de dollars. Les critiques saluent l'interprétation d'Austin Butler, qui remporte par la suite le Golden Globe et le Bafta du meilleur acteur ; il est également nommé à l'Oscar, mais ce dernier prix est attribué à Brendan Fraser.
En 2022, Austin Butler rejoint la distribution du film de science-fiction Dune, deuxième partie de Denis Villeneuve, pour y incarner Feyd-Rautha Harkonnen. Tourné en Hongrie, le film le voit donner la réplique à Timothée Chalamet, Stellan Skarsgård et Léa Seydoux ; le film sort en 2024. À la même époque, Butler apparaît dans Masters of the Air, coproduite par Steven Spielberg, qui vient compléter les séries Band of Brothers et The Pacific sorties quelques années plus tôt.
En 2024, il est une des têtes d’affiche de The Bikeriders, le nouveau film de Jeff Nichols, inspiré de faits réels.

### Vie privée
De septembre 2011 à décembre 2019, il partage la vie de l'actrice et chanteuse américaine Vanessa Hudgens.
En août 2021, la presse présente l'actrice franco-américaine Lily-Rose Depp comme sa possible nouvelle petite amie,.
Depuis fin 2021, il était en couple avec la mannequin Kaia Gerber. Le couple se sépare en 2025 après trois ans de relation.

## Filmographie
Sauf indication contraire, les informations mentionnées dans cette section peuvent être confirmées par la base de données cinématographiques IMDb,  présente dans la section « Liens externes ».

### Cinéma

#### Longs métrages
- 2009 : Les Zintrus / Des Extraterrestres dans le grenier (Aliens in the Attic) de John Schultz : Jake Pearson
- 2011 : La Fabulous Aventure de Sharpay (Sharpay's Fabulous Adventure) de Michael Lembeck : Peyton Leverett
- 2012 : My Uncle Rafael (en) de Marc Fusco : Cody Beck
- 2015 : The Intruders (en) d'Adam Massey : Noah Henry
- 2016 : Yoga Hosers de Kevin Smith : Hunter Calloway
- 2018 : Les Potes (Dude) d'Olivia Milch : Thomas
- 2019 : Once Upon a Time… in Hollywood de Quentin Tarantino : Charles « Tex » Watson
- 2019 : The Dead Don't Die de Jim Jarmusch : Jack
- 2022 : Elvis de Baz Luhrmann : Elvis Presley
- 2023 : The Bikeriders de Jeff Nichols : Benny Cross
- 2024 : Dune, deuxième partie (Dune: Part Two) de Denis Villeneuve : Feyd-Rautha Harkonnen
- 2025 : Eddington d'Ari Aster : Vernon Jefferson Peak
- 2025 : Pris au piège - Caught Stealing (Caught Stealing) de Darren Aronofsky : Henry "Hank" Thompson

#### Courts métrages
- 2007 : The Faithful de Jacob Chase : Danny
- 2013 : Life Life in in Space Space de Tyson Persall : L'assistant de Shnotzy

### Télévision

#### Séries télévisées
- 2005 - 2007 : Ned ou Comment survivre aux études (Ned's Declassified School Survival Guide) : Zippy Brewster
- 2007 : Hannah Montana : Derek Hanson
- 2007 - 2008 : Zoé (Zoey 101) : James Garrett / Danifer
- 2007 : iCarly : Jake Krandle
- 2008 : Jimmy délire (Out of Jimmy's Head) : Lance
- 2009 : Zeke et Luther (Zeke and Luther) : Rutger Dundee
- 2009 : Ruby & The Rockits (en) : Jordan Gallagher
- 2010 : Les Sorciers de Waverly Place (Wizards of Waverly Place) : Georges Dundee
- 2010 : Jonas L. A. (Jonas) : Stone Stevens
- 2010 : Les Experts : Miami (CSI : Miami) : Jason Chapman
- 2010 : The Defenders : Cody Dennis
- 2010 - 2011 : Life Unexpected : Jones Mager
- 2011 : Les Experts : Manhattan (CSI : NY) : Benjamin Gold
- 2011 - 2012 : Switched : James 'Wilke' Wilkerson III
- 2012 : Are You There, Chelsea? : Luke
- 2013 - 2014 : The Carrie Diaries : Sebastian Kydd
- 2014 - 2015 : Arrow : Chase
- 2016 - 2017 : Les Chroniques de Shannara (The Shannara Chronicles) : Wil Ohmsford
- 2024 : Masters of the Air : Major Gale Cleven

#### Téléfilms
- 2010 : Betwixt d'Elizabeth Chandler : Cameron Brower
- 2011 : Voleurs de stars (The Bling Ring) de Michael Lembeck : Zack Garvey
- 2012 : Intercept de Kevin Hooks : Devon

## Théâtre
- 2018 : The Iceman Cometh (Broadway) : Don Parrit

## Distinctions

### Récompenses
- 2019 : Detroit Film Critics Society Awards de la meilleure distribution dans une comédie dramatique pour Once Upon a Time in Hollywood (2019).

- 2022 : Chicago Film Critics Association Awards de l'acteur le plus prometteur dans un drame biographique pour Elvis (2022).
- Florida Film Critics Circle Awards 2022 : Lauréat du Prix  Pauline Kael du meilleur espoir dans un drame biographique pour Elvis (2022).
- 2022 : Hollywood Critics Association Midseason Awards DU meilleur acteur dans un drame biographique pour Elvis (2022).
- 76e cérémonie des British Academy Film Awards 2023 : Meilleur acteur dans un drame biographique pour Elvis (2022).
- 2023 : Family Film Awards du meilleur acteur dans un drame biographique pour Elvis (2022).
- 80e cérémonie des Golden Globes 2023 : Meilleur acteur dans un film dramatique pour Elvis (2022).
- 2023 : Irish Film and Television Awards du meilleur acteur international dans un drame biographique pour Elvis (2022).
- 2023 : Palm Springs International Film Festival du meilleur espoir dans un drame biographique pour Elvis (2022).
- 2023 : People choice awards du meilleur acteur dans un drame biographique pour Elvis (2022).
- 2023 : San Diego Film Critics Society Awards du meilleur espoir dans un drame biographique pour Elvis (2022)...
- 27e cérémonie des Satellite Awards 2023 : Meilleur acteur dans un drame biographique pour Elvis (2022).

### Nominations
- Young Artist Awards 2010 : 
  - Meilleure performance pour un jeune acteur principal pour Ruby & The Rockits (en)
  - Meilleure distribution pour Les Zintrus / Des Extraterrestres dans le grenier - partagée avec d'autres interprètes
- Young Artist Awards 2011 : meilleure performance pour un jeune acteur invité dans une série télévisée dramatique pour Life Unexpected
- 2019 : Cinephoria Awards de la meilleure distribution pour Once Upon a Time in Hollywood (2019) partagé avec Julia Butters, Bruce Dern, Leonardo DiCaprio, Dakota Fanning, Emile Hirsch, Damian Lewis, Mike Moh, Timothy Olyphant, Al Pacino, Luke Perry, Brad Pitt ET Margot Robbie.
- 2020 : Gold Derby Awards Awards de la meilleure distribution pour Once Upon a Time in Hollywood (2019) partagé avec Julia Butters, Bruce Dern, Leonardo DiCaprio, Dakota Fanning, Emile Hirsch, Damian Lewis, Mike Moh, Timothy Olyphant, Al Pacino, Luke Perry, Brad Pitt, Margaret Qualley ET Margot Robbie.
- 2020 : Gold Derby Awards Awards de la meilleure distribution de la décade pour Once Upon a Time in Hollywood (2019) partagé avec Julia Butters, Bruce Dern, Leonardo DiCaprio, Dakota Fanning, Emile Hirsch, Damian Lewis, Mike Moh, Timothy Olyphant, Al Pacino, Luke Perry, Brad Pitt, Margaret Qualley ET Margot Robbie.
- 2020 : Online Film & Television Association Awards de la meilleure distribution pour Once Upon a Time in Hollywood (2019) partagé avec Leonardo DiCaprio, Brad Pitt, Margot Robbie, Emile Hirsch, Margaret Qualley, Timothy Olyphant, Julia Butters, Dakota Fanning, Kurt Russell, Bruce Dern, Mike Moh, Luke Perry, Damian Lewis ET Al Pacino.
- 26e cérémonie des Screen Actors Guild Awards 2020 : meilleure distribution pour Once Upon a Time in Hollywood (2019) partagé avec Julia Butters, Bruce Dern, Leonardo DiCaprio, Dakota Fanning, Emile Hirsch, Damian Lewis, Mike Moh, Timothy Olyphant, Al Pacino, Luke Perry, Brad Pitt, Margaret Qualley ET Margot Robbie.
- 2023 : Cinephoria Awards de la meilleure distribution dans un drame biographique pour Elvis (2022) partagé avec Luke Bracey, Olivia DeJonge, Leon Ford, Tom Hanks, Kelvin Harrison Jr., Dacre Montgomery, Richard Roxburgh, Kodi Smit-McPhee, Helen Thomson ET David Wenham.
- 95e cérémonie des Oscars 2023 : Meilleur acteur dans un drame biographique pour Elvis (2022).
- 2024 : Astra Midseason Movie Awards du meilleur acteur dans un second rôle dans un drame d'aventure pour Dune, deuxième partie (Dune: Part Two) (2024) pour le rôle de Feyd-Rautha Harkonnen.
- 2024 : VHS Awards du meilleur acteur dans un second rôle dans un drame d'aventure pour Dune, deuxième partie (Dune: Part Two) (2024) pour le rôle de Feyd-Rautha Harkonnen.
- 52e cérémonie des Saturn Awards 2025 : Meilleur acteur dans un second rôle dans un drame d'aventure pour Dune, deuxième partie (Dune: Part Two) (2024) pour le rôle de Feyd-Rautha Harkonnen.
- 2025 : Gold Derby Awards Awards de la meilleure distribution  dans un drame d'aventure pour Dune, deuxième partie (Dune: Part Two) (2024) partagé avec Léa Seydoux, Stellan Skarsgård, Josh Brolin, Christopher Walken, Javier Bardem, Dave Bautista, Zendaya, Souheila Yacoub, Rebecca Ferguson, Timothée Chalamet, Charlotte Rampling ET Florence Pugh.
- 52e cérémonie des Saturn Awards 2025 : Meilleur acteur dans un second rôle dans un drame d'aventure pour Dune, deuxième partie (Dune: Part Two) (2024) pour le rôle de Feyd-Rautha Harkonnen.

## Voix francophones
En version française, Austin Butler est dans un premier temps doublé par Tony Marot dans Life Unexpected et Switched ainsi que par Nathanel Alimi dans Voleurs de stars et Guillaume Bourboulon dans Les Experts : Manhattan.
Par la suite, Marc Arnaud lui prête sa voix à trois occasions (Elvis, Masters of the Air et Dune, deuxième partie) et Julien Allouf fait de même, à deux reprises, dans Les Potes et Once Upon a Time… in Hollywood. À titre exceptionnel, il est doublé par Stanislas Forlani dans Arrow, Rémi Caillebot dans Les Chroniques de Shannara et Kévin Goffette dans The Bikeriders.